# Burns Harbor
Burns Harbor – miasto w Stanach Zjednoczonych, w stanie Indiana, w hrabstwie Porter.